# Kis József (filmrendező)
Kis József (Budapest, 1917. április 13. – Budapest, 1990. január 18.) Kossuth- és Balázs Béla-díjas magyar filmrendező, forgatókönyvíró.

## Életpályája
1937-től színészként játszott és segédrendezőként dolgozott a Független Színháznál. 1939-ben végzett az Országos Színészegyesület színiiskolájában, Hont Ferenctől tanulta a rendezést. 1948-ban lett a Madách Színház dramaturgja, később rendezője. 1954-ig a Híradó- és Dokumentumfilmgyár rendezője és művészeti vezetője volt, ugyanebben az időben tanított is a Színház- és Filmművészeti Főiskolán. 1955 és 1958 között szinkronrendező volt, 1958-ban pedig a MAFILM rendezője lett. 1960-tól 1980-ig ismeretterjesztő és dokumentumfilmeket rendezett, Kodály Zoltánról, Uitz Béláról, Vámbéry Árminról és Herman Ottóról készített portréfilmet. Ismeretterjesztő filmeket készített Vietnámban, Afganisztánban, Mongóliában, Egyiptomban, Szíriában és a Szovjetunióban.

## Filmjei
- Első fecskék (1952-rendező asszisztens)
- Égrenyíló ablak (1959)
- Májusi fagy (1961)
- Félúton (1963)
- Sánta dervis (1986)

## Forgatókönyvei
- Égre nyíló ablak (1959)
- Lélek és szellem (1979)
- Tiszán innen, Dunán túl... (1988)

### Dokumentumfilmek
- Szentkút (1961)
- Nyitott utak (1984)
- Táncok Erdélyből (1990)

### Rövidfilmek
- Kis Samu Jóska (1957)
- Lélek és szellem (1979)

## Könyvei
- A háromtornyú palota és egyéb játékok a magyar falu számára (1947)
- Két szerelem (Móra Könyvkiadó, 1959)
- Vámbéry nyomában. Egy filmrendező naplójából (1972)

## Díjai
- Balázs Béla-díj (1959)
- Érdemes művész (1969)
- Kossuth-díj (1975)